# St. Franziskus-Hospital (Flensburg)

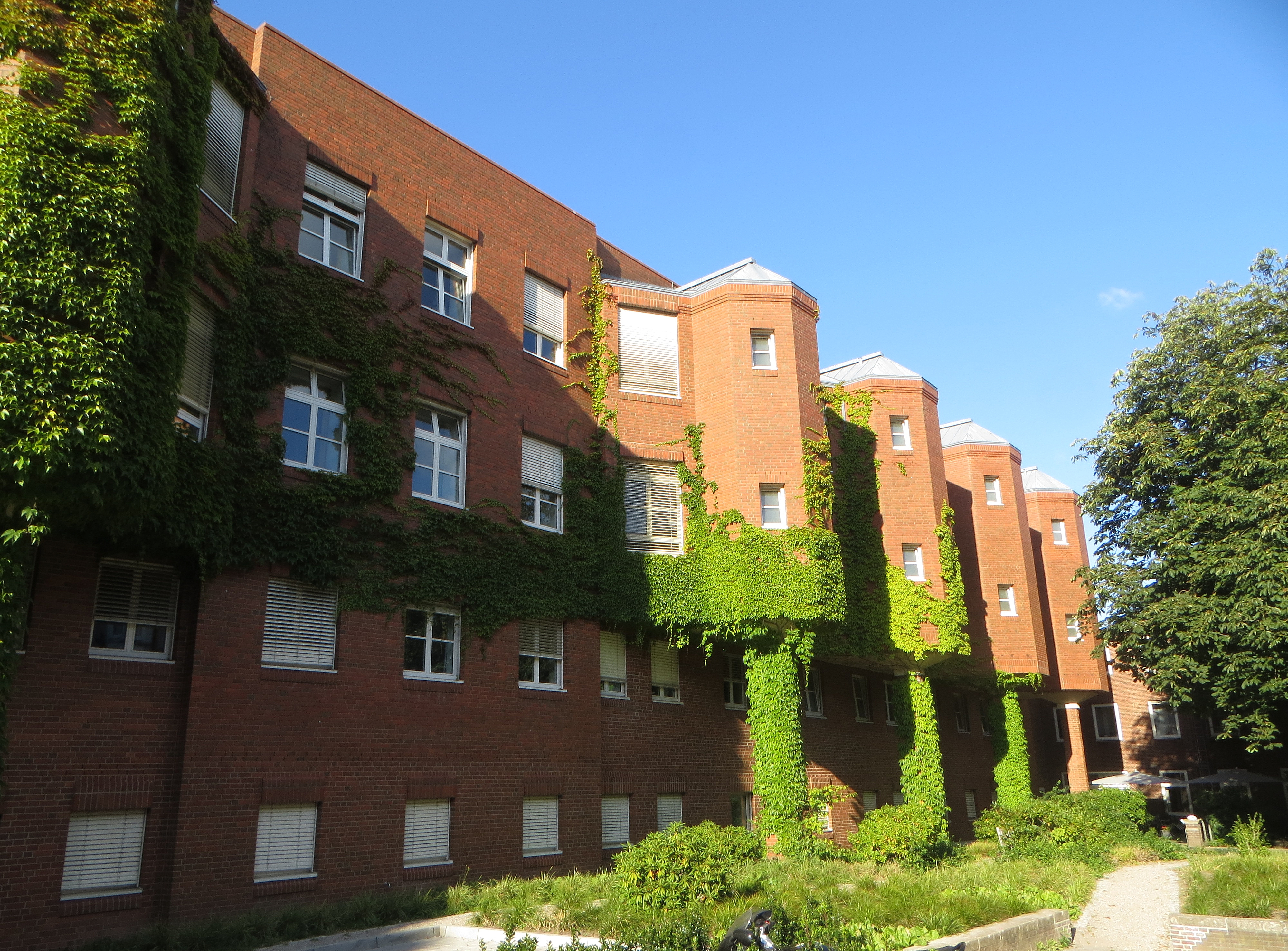
Das St. Franziskus-Hospital von der Dorotheenstraße

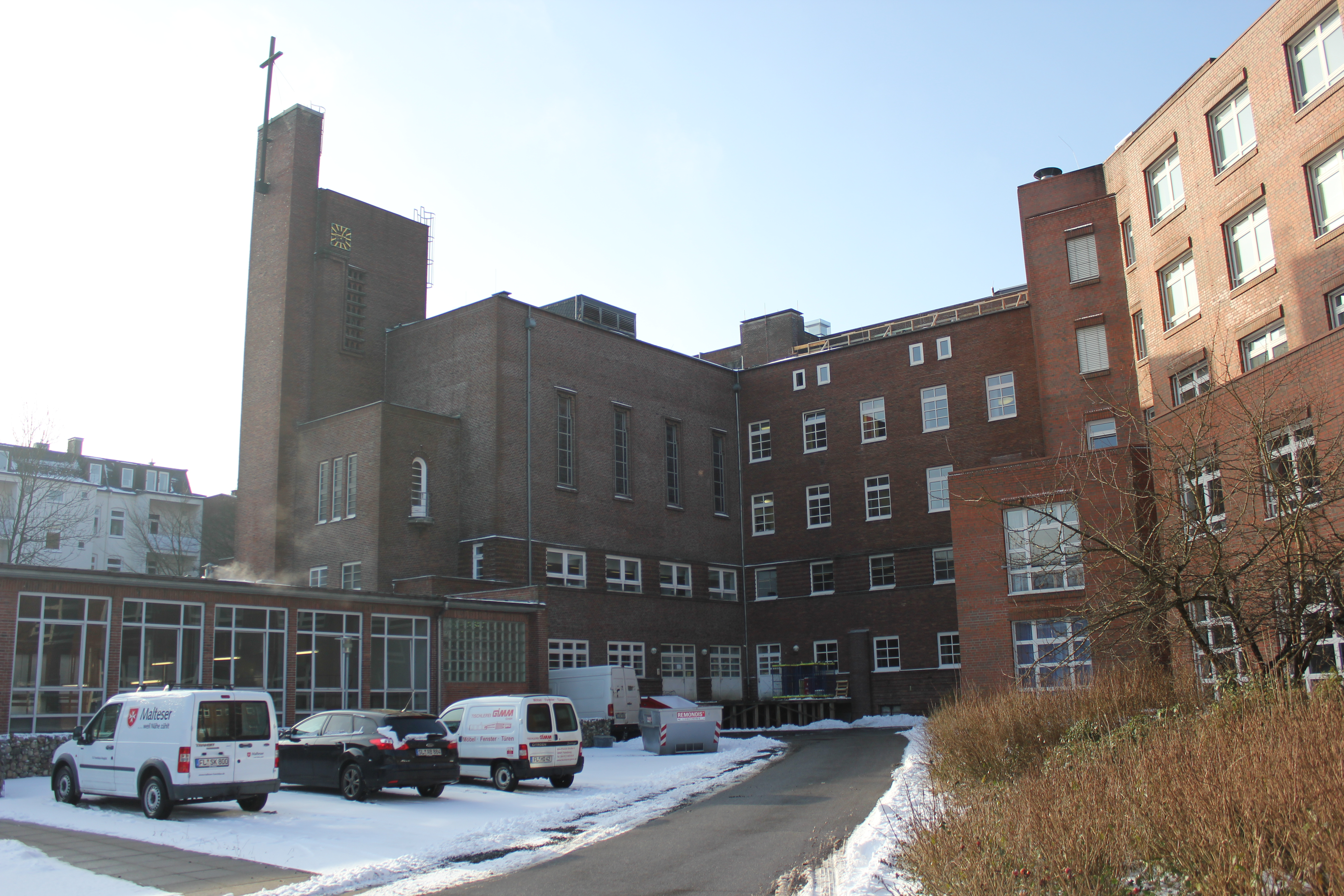
Der erhaltene alte Trakt mit der St. Franziskus-Kapelle, die als Kulturdenkmal gilt.

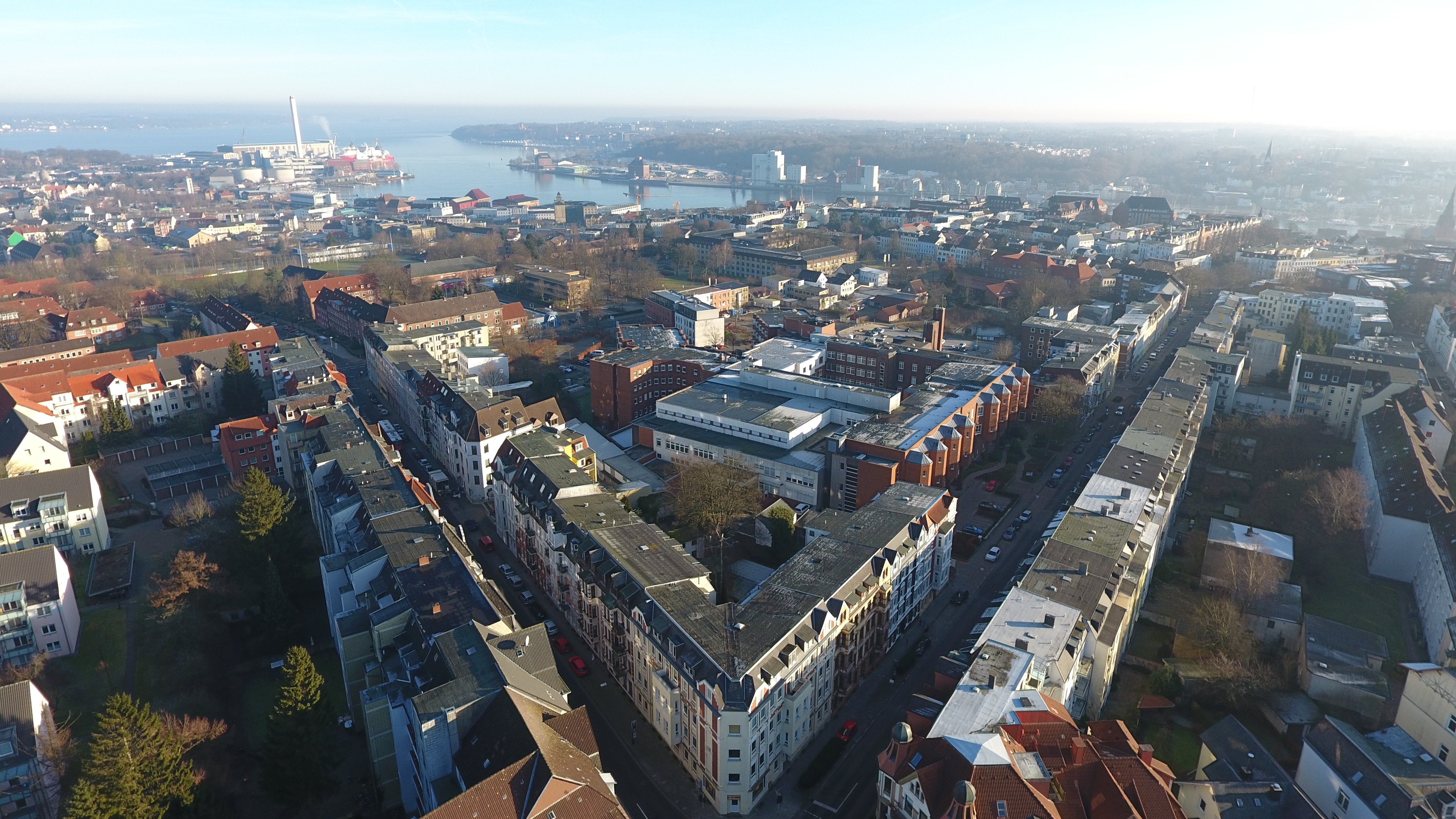
Der Komplex von oben

Das St. Franziskus-Hospital (auch: Malteser Krankenhaus St. Franziskus-Hospital) in Flensburg ist das älteste Krankenhaus der katholischen
Malteser Deutschlands. Das Krankenhaus befindet sich an der Waldstraße 17. Mit dem benachbarten Diakonissenkrankenhaus Flensburg kooperiert das Krankenhaus im Medizinischen Klinik-Verbund Flensburg. Außerdem ist es akademisches Lehrkrankenhaus der Christian-Albrechts-Universität. Teile des heutigen Gebäudeensembles gehören zu den Kulturdenkmalen der Stadt.

## Geschichte
Mit der Reformation war Flensburg evangelisch geworden. Im Jahr 1528 waren die Mönche des Franziskanerklosters St. Katharinen vertrieben worden. Während des Deutsch-Dänischen Krieges im Jahr 1864 engagierte sich der Malteserorden in Flensburg in der Krankenversorgung verletzter Soldaten. Sie versorgten die Kriegsverwundeten im Regierungshof und im benachbarten Borgerforeningen. Im Anschluss des Krieges wurde auf Grundlage der in Deutschland herrschenden Religionsfreiheit in Flensburg eine katholische Gemeinde gegründet, die später als Hauptkirche die St. Marien Schmerzhafte Mutter erhielt. Auch die Malteser durften in der Stadt bleiben. Die Malteser erwarben das Gebäude Marienstraße Nr. 23–25, an der Ecke zur Lilienstraße, welches ungefähr im Zeitraum zwischen 1800 und 1850 errichtet worden war. 1866 ließen sie es um zwei Geschosse aufstocken, um es 1867 als St. Franziskus-Hospital zu eröffnen. Das neue Krankenhaus befand sich in Trägerschaft der Genossenschaft der Rheinisch-Westfälischen Malteser Devotions-Ritter. Erster Kommissar wurde der Magistralritter Siegfried von Hobe-Gelting auf Gut Gelting. So war mit dem Krieg das erste Malteser-Krankenhaus Deutschlands entstanden. Insgesamt existierten in der Marienstraße 24 Betten.
An der Dorotheenstraße wurde 1901 mit einem Neubau mit zunächst 40 Betten begonnen. Es folgen weitere Anbauten. Die Wohnhäuser Dorotheenstraße 34–38 des Flensburger Architekten Karl Bernt, die 1909–1911 unter Mitarbeit bei Maurermeister Andr. Jensen entstanden waren, wurden nach dem Ersten Weltkrieg abgerissen. Das St.-Franziskus-Hospital wurde in diesem Bereich erweitert. 1918 wurde die gynäkologisch-geburtshilfliche Fachabteilung eröffnet, 1922 die Augen- sowie Hals-, Nasen- und Ohren-Abteilungen, 1925 die Abteilung für Innere Medizin und die Kinderabteilung.
2009 wurde ein Schlaflabor eingerichtet.
2014 wurde die seit über 40 Jahren bestehende Schwerpunktpraxis für Innere Medizin in Harrislee, mit der Adresse Am Hang 1, in ein Medizinisches Versorgungszentrum überführt, und damit die ambulante und stationäre Versorgung mit dem Hospital besser verknüpft. Besagter Bereich der Inneren Medizin beschäftigt sich primär mit den Schwerpunkten Gastroenterologie und Rheumatologie.

### Investition in neue HNO-Klinik in Flensburg
2016 wurde eine neue Abteilung für Hals-Nasen-Ohrenheilkunde, Kopf-Halschirurgie und Plastische Operationen eingerichtet. Die Analyse prognostizierte, dass der Bedarf in der Nordregion Schleswig-Holsteins diesen Schritt rechtfertigen würde. Zunächst erfolgte der Start mit nur 2 Ärzten, 2 OP-Tagen die Woche und wenigen Betten – 2019 umfasste die HNO-Klinik bereits 23 Betten, 8 Ärzte und jeden Tag Operationen in 1,5 Sälen jeden Tag. Die Schwerpunkte sind Ohrchirurgie, Tumorchirurgie und plastische und funktionelle Operationen der Nase.
Ein Medizinisches Versorgungszentrum (MVZ) am Twedter Plack, mit der Adresse Marrensdamm 12a wurde zudem eingerichtet. 99 Prozent der HNO-Patienten aus Flensburg und Umgebung können in der HNO-Abteilung des Hospitals versorgt werden.

## Einrichtung
Das Haus verfügt über 384 Betten und beschäftigt über 850 Mitarbeiter.

## Persönlichkeiten
- Felix von Mikulicz-Radecki (1892–1966), Gynäkologe, Spezialist für Sterilisationen und Zwangssterilisationen, Chefarzt der Gynäkologie ab 1945